# Храм Рождества Пресвятой Богородицы (Добрянка)
Храм Рождества Пресвятой Богородицы в Добрянке — церковь в г. Добрянка (Пермский край). Построена в 1852 году. В советское время была закрыта. Восстановление храма ведётся с начала XXI века.

## История храма

### 1769—2003
В феврале 1769 года в Добрянке открылась деревянная церковь во имя Рождества Пресвятой Богородицы (первый храм в истории поселения).
8 июля 1832 года заложили фундамент первой каменной церкви в Добрянке. Строительство велось по проекту архитектора С. И. Тунёва; необходимые средства были выделены графиней Строгановой, зять которой, С.Г. Строганов (представитель другой ветви семьи) курировал процесс строительства. Каменная церковь в Добрянке впервые была освящена в сентябре 1852 года, что было приурочено к 100-летию образования Добрянского металлургического завода.
С 1916 года, вторым священником в храме служил П.И. Исполатов, депутат III Государственной думы Российской империи (судьба после 1917 неизвестна).
В 1930-м году церковь была закрыта. В советское время, в здании располагался кинотеатр; позднее — с 1967 по 2003 годы — районный дом культуры. В 2003 году последний переехал в другое помещение; при этом, все существовавшие коммуникации (свет и пр.) были обрезаны.

### XXI век
В 2003 году здание вернули церкви. Одновременно был создан попечительский совет по восстановлению храма, в состав которого вошли и почётные граждане города. К 2006 году проект восстановительных работ уже существовал, однако, из-за отсутствия финансирования (стоимость проекта оценивалась в 15,5 млн рублей), начало его реализации откладывалось. В 2008 году начался первый этап реставрационных работ: было снесено рядом стоявшее здание, убран «новодел», начата кладка стен. Следующий этап (с 2010 года) проводился, главным образом, за счёт благотворителей и силами прихожан, в том числе, в ходе так называемых «субботников» по уборке территории, вывозу строительного мусора, установке временных коммуникаций и т. п. В это время был воссоздан приход храма, проведены первые — с момента его закрытия — богослужения в нижней, подалтарной части.
В 2013 году к проекту присоединилась крупнейшая в регионе организация в сфере капитального строительства — пермский филиал компании «Уралэнергострой». Начались активные работы по реставрации внутри храма (выравнивание внутренних арок и проч.). К маю 2014 года, храм стал важнейшей стройплощадкой города.
В октябре 2014 года в церкви установили 11 колоколов. Примечательно, что, ко времени закрытия в 1930 году, в храме было всего семь колоколов; самый крупный из
них весил 160 пудов.
По состоянию на 2015 год, были готовы барабан, кровля храма; установлены купола; подведены коммуникации (теплотрасса, водопровод, электричество).
Проект главного иконостаса и двух боковых создан в «Абрамцевских мастерских» (Сергиево-Посадский район). Материал иконостаса — бук, покрытый 16 слоями итальянских красок для дерева и пропиток (руководитель проекта — художник Андрей Вуколов).
Иконы для иконостаса и храмовые росписи создаются московской мастерской «Царьград» (руководитель — Дмитрий Трофимов). К Пасхе 2020 года, согласно проекту, должны быть завершены работы над главным иконостасом (позднее — и над боковыми). Закончена роспись восточной стены алтаря Рождество-Богородицкого храма. На горнем месте — центральной её части, прямо против престола — установлен витраж с изображением Иисуса Христа.
Мозаики для экстерьера выполнены Строгановской иконописной мастерской (пос. Ильинский): к 2020 году, были изготовлены и установлены снаружи храма образы Богородицы, архангелов Гавриила и Михаила, Св. Александра Невского и Николая Чудотворца.
Реставрация церкви и воссоздание её убранства проводятся с 2013 года за счет пожертвований прихожан и иных благотворителей, крупнейшим из которых (как и заказчиком различных реставрационных работ) является пермский филиал компании «Уралэнергострой». Первая служба в главном (верхнем) храме состоялась в сентябре 2017 года — первая, с момента его закрытия в 1930-м.